# Фрационе Коломбато (Павија)
Фрационе Коломбато је насеље у Италији у округу Павија, региону Ломбардија.
Према процени из 2011. у насељу је живело 17 становника. Насеље се налази на надморској висини од 373 м.